# سلحفاة الغابات مفصلية الظهر
سلحفاة الغابات مفصلية الظهر أو السلحفاة المسننة مفصلية الظهر هي نوع من السلاحف البرية، تنتمي إلى جنس السلاحف المفصلية. تعيش هذه السلحفاة في شرق ووسط وغرب أفريقيا، في أنحاءٍ واسعةٍ من أفريقيا جنوب الصحراء. يواجه هذا النوع أخطاراً بسبب صيد السكان المحليّين له للحصول على لحمه، وقد يصبح مهدداً بالانقراض مستقبلاً.
يمكن أن تدير سلحفاة الغابات المفصلية الظهر ظهرها بمقدار 90 درجة إلى الأسفل لحماية الجانب الخلفي من جسدها خلال النوم أو عند هجوم المفترسين، وهي قادرةٌ على السباحة. عند التزاوج، تضع 4 بيوضٍ وتغطيها بأوراق الشجر ثم تتركها. تعد هذه السلاحف حيوانات قارتة، إذ تتغذى على النباتات والحشائش والثمار إضافةً إلى اللافقاريات الصغيرة والجيف.

## الانتشار والموطن
تعيش سلحفاة الغابات مفصلية الظهر في أفريقيا جنوب الصحراء، بسهوب السافانا والصحارى، إضافةً إلى السبخات وضفاف الأنهار، حيث تقضي وقتها تحت الجذور وجذوع الأشجار. وربما توجد في الغابات المطيرة أيضاً. تقطن هذه السلاحف البلدان الآتية: السنغال وغامبيا وغينيا وليبيريا وسيراليون وساحل العاج وبوركينا فاسو وغانا ونيجيريا والكاميرون وجمهورية أفريقيا الوسطى وكينيا وأوغندا وراوندا والكونغو الديمقراطية والكونفو والغابون وغينيا الاستوائية وأنغولا، كما وقد يحتمل تواجدها في توغو وبنين وغينيا بيساو.